# Pidurutalagala
Der Pidurutalagala (Singhalesisch පිදුරුතලාගල Pidurätalāgala, ausgesprochen ˌpidurutaˈlaːgələ, wörtlich Strohplateaufelsen, auch als Mount Pedro bekannt) ist ein 2534 Meter hoher Berg im zentralen Hochland Sri Lankas nahe der Stadt Nuwara Eliya und die höchste Erhebung des Landes.
Auf seinem Gipfel befindet sich eine Funk- und Radarstation. Auf Grund umliegenden militärischen Sperrgebiets ist er für Zivilpersonen nicht erreichbar.

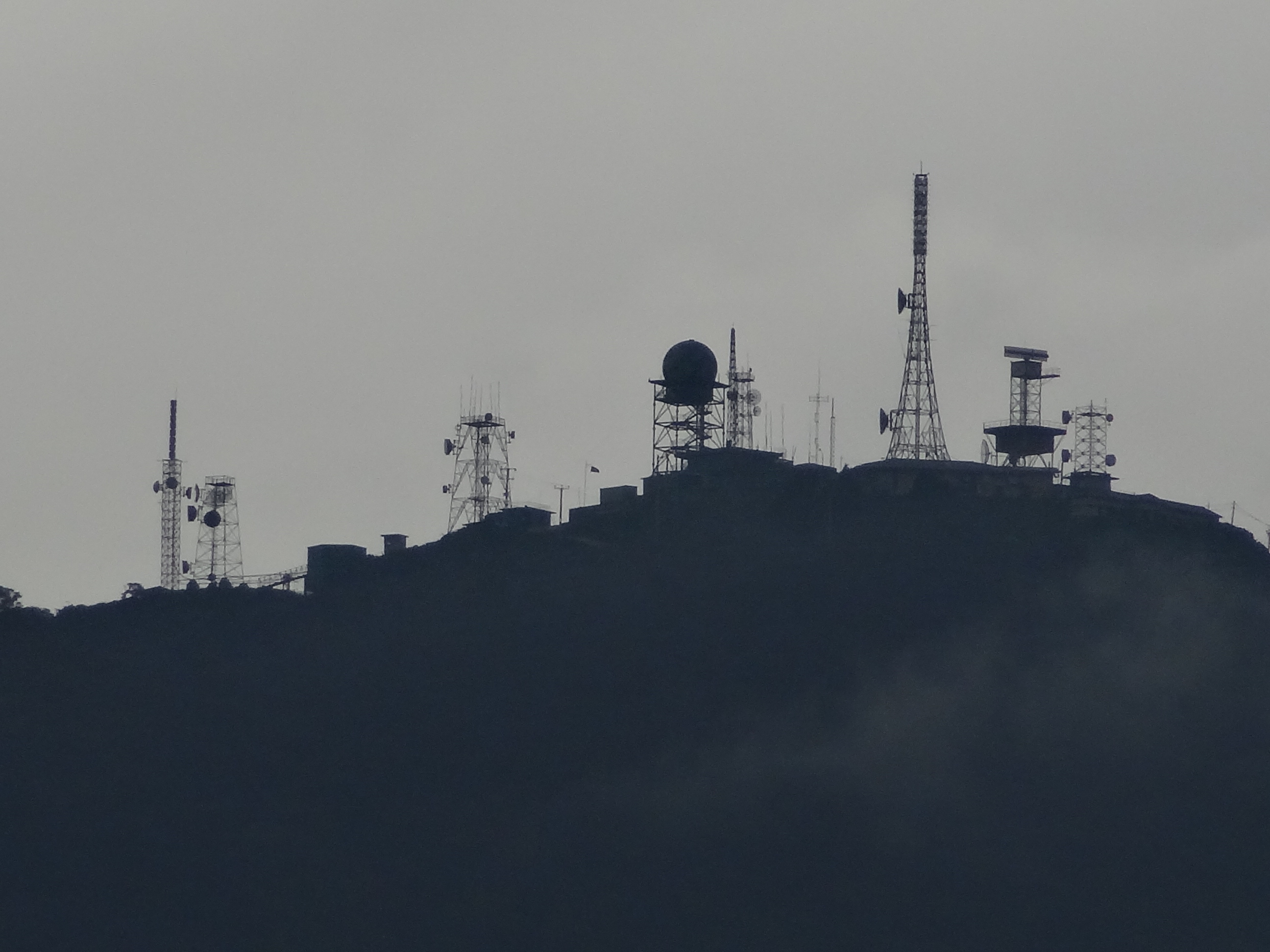
Funk- und Radarstation (2013)

Im Jahr 1911 bestieg Hermann Hesse auf seiner Reise durch das damalige Ceylon den Pidurutalagala.